# 아마존 심플 노티피케이션 서비스
아마존 심플 노티피케이션 서비스(Amazon Simple Notification Service, ASNS)는 2010년부터 아마존 웹 서비스의 일부로서 제공되는 알림 서비스이다. 모바일 사용자에게 대량 메시지 전달을 하기 위한 저비용 인프라스트럭처를 제공한다.
보낸이의 관점에서 ASNS는 단일 메시지 버스의 역할을 하며 킨들 파이어에서부터 바이두에 이르는 다양한 장치와 플랫폼에 메시지를 보낼 수 있다. 하나의 코드 인터페이스는 이 모든 것들을 동등하게 주소를 할당할 수 있으며, 아니면 메시지 포맷을 각 플랫폼의 특정 요구에 맞게 수정할 수 있다.